# Boró
Boró è un comune (corregimiento) della Repubblica di Panama situato nel distretto di La Mesa, provincia di Veraguas. Si estende su una superficie di 71,7 km² e conta una popolazione di 1.757 abitanti (censimento 2010).